# Torre Le Parc
Ne doit pas être confondu avec Torres Le Parc Puerto Madero.

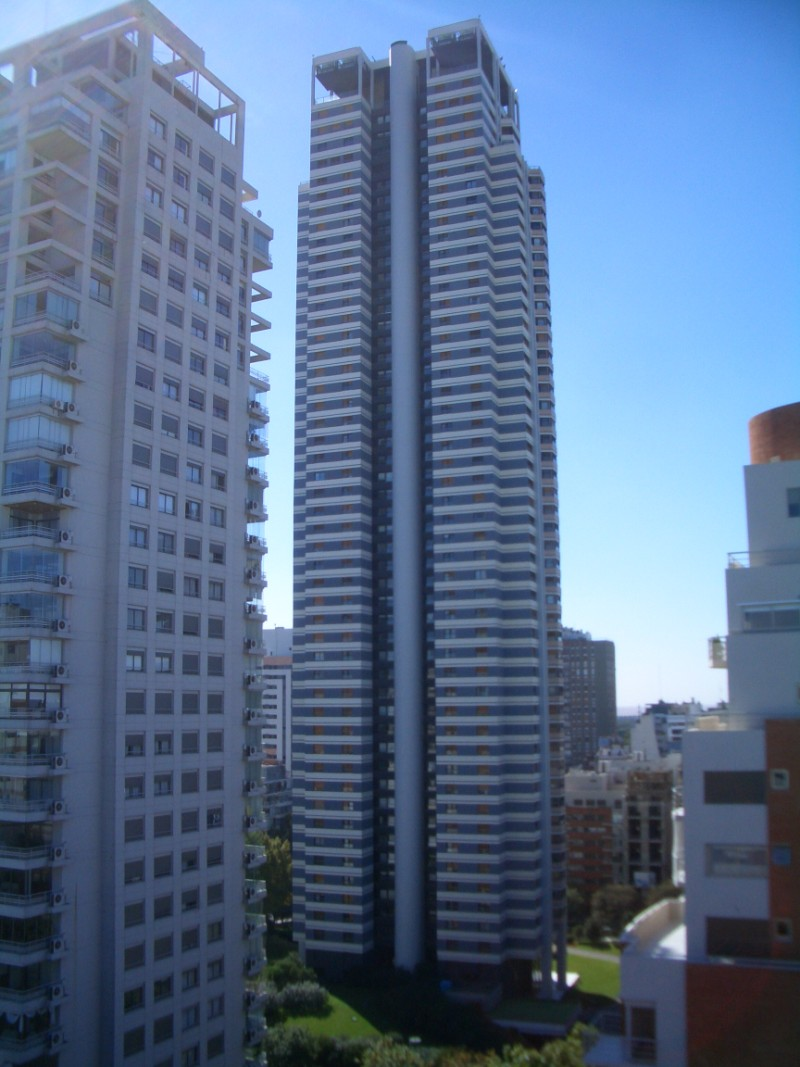

La Torre Le Parc (Tour le Parc) est un édifice résidentiel de grand standing 
situé dans le quartier de Palermo, à Buenos Aires, capitale de l'Argentine.
Cet édifice ne doit pas être confondu avec les Torres Le Parc Puerto Madero, situées elles aussi à Buenos Aires, mais dans le quartier de Puerto Madero. 

## Caractéristiques
- Hauteur : 158 mètres
- Nombre d'étages : 51
- Usage : résidentiel
- Architecte/s : Mario Roberto Álvarez y Asociados
- Date de construction : Début 1992  --  Finalisation 1996
- Superficie construite : 57 000 m²